# Fiesta del Pulpo de Carballino
La Fiesta del Pulpo de Carballiño es un destacado evento gastronómico y cultural que se celebra cada año durante el segundo domingo de agosto en Carballiño, Galicia, España. Esta festividad fue declarada Fiesta de Interés Turístico Internacional en 2022, lo que subraya su importancia y atractivo. Es famosa por su masiva degustación de pulpo, atrayendo a más de 100,000 visitantes anualmente, lo que la convierte en una de las celebraciones gastronómicas más concurridas y reconocidas de Galicia. Desde 1969, ha obtenido reconocimientos como fiesta de interés turístico, consolidándose como un evento imprescindible para los amantes de la cultura y la gastronomía gallegas.

## Historia
La celebración tiene sus orígenes en el siglo XVII, cuando la localidad de Marín, entonces bajo el priorato de Oseira, entregaba productos del mar a los monjes de la Orden del Císter, incluyendo grandes cantidades de pulpo. Con el tiempo, las familias de la vecina parroquia de Santa María de Arcos se especializaron en la preparación de pulpo, extendiendo su fama por toda Galicia y más allá. Desde los años ochenta, cada edición de la fiesta se ha dedicado a una ciudad o país diferente, en reconocimiento a su comunidad gallega.

## Gastronomía
- Pulpo a la gallega
- Empanada gallega
- Churrasco
- Pan de Cea
- Vino de Galicia

## Celebración
La fiesta comienza días antes con la "Ruta de las tapas" en los locales de hostelería de Carballino, donde se homenajea al pulpo con diversas tapas. La celebración culmina el segundo domingo de agosto en el Parque Municipal, donde se instalan pulperas y otros puestos de comida. El ambiente festivo incluye música tradicional gallega y termina con una verbena en la Plaza Mayor.

## Eventos destacados
- Ruta de las tapas: Una celebración del pulpo en tapas variadas.
- Elaboración de la tapa de pulpo más grande del mundo: Un intento anual de mantener un récord mundial.
- Fiesta de las camisetas: Un concurso entre las peñas para el diseño más llamativo.
- Acto de homenaje: Reconocimiento de una comunidad gallega importante cada año.